# Janowice Wielkie (gemeente)
De gemeente Janowice Wielkie is een landgemeente in het Poolse woiwodschap Neder-Silezië, in powiat Jeleniogórski.
De zetel van de gemeente is in Janowice Wielkie.
Op 30 juni 2004 telde de gemeente 4080 inwoners.

## Oppervlakte gegevens
In 2002 bedroeg de totale oppervlakte van gemeente Janowice Wielkie 58,09 km², waarvan:
- agrarisch gebied: 51%
- bossen: 40%

De gemeente beslaat 9,25% van de totale oppervlakte van de powiat.

## Demografie
Stand op 30 juni 2004:
| Omschrijving                   | Totaal | Totaal | Vrouwen | Vrouwen | Mannen | Mannen |
| ------------------------------ | ------ | ------ | ------- | ------- | ------ | ------ |
| eenheid                        | aantal | %      | aantal  | %       | aantal | %      |
| inwoners                       | 4080   | 100    | 2067    | 50,7    | 2013   | 49,3   |
| bevolkingsdichtheid (inw./km²) | 70,2   | 70,2   | 35,6    | 35,6    | 34,7   | 34,7   |

In 2002 bedroeg het gemiddelde inkomen per inwoner 1482,41 zł.

## Administratieve plaatsen (sołectwo)
Janowice Wielkie, Komarno, Miedzianka, Mniszków, Radomierz, Trzcińsko.

## Aangrenzende gemeenten
Bolków, Jelenia Góra, Jeżów Sudecki, Kamienna Góra, Marciszów, Mysłakowice, Świerzawa, Wojcieszów